# Urukperiode
| Geschiedenis van Mesopotamië |                                              |                                              |                                              |                                                                        |                                                                        |                                                                        |                                                                        |
| Prehistorisch Mesopotamië pre–3100 v. Chr. Hassunacultuur 6400-5800 Samarracultuur 5500-4800 Halafcultuur 5500-4500 Obeidcultuur 5500-4000 Urukperiode 4000-3100                              |                                              |                                              |                                              |                                                                        |                                                                        |                                                                        |                                                                        |
| Sumerië Jemdet Nasr-periode 3100-2900 Vroeg-dynastieke periode 2900-2350 Ebla 2500-2350 — Mari 2900- 1750 Akkadische Rijk 2350-2150 Guti-overheersing 2212–2120 Neo-Sumerische Rijk 2120–2004 |                                              |                                              |                                              |                                                                        |                                                                        |                                                                        |                                                                        |
| Tijd van Isin en Larsa 2004–1763 v. Chr. | Tijd van Isin en Larsa 2004–1763 v. Chr.     | Tijd van Isin en Larsa 2004–1763 v. Chr.     | Tijd van Isin en Larsa 2004–1763 v. Chr.     | Oud-Assyrische periode 2000–1756 v. Chr.                               | Oud-Assyrische periode 2000–1756 v. Chr.                               | Oud-Assyrische periode 2000–1756 v. Chr.                               | Oud-Assyrische periode 2000–1756 v. Chr.                               |
| Babylonië Oud-Babylonische Rijk 1750-1595 |                                              |                                              |                                              |                                                                        |                                                                        |                                                                        |                                                                        |
| Karduniaš 1590-1100 Midden-Babylonische Rijk | Karduniaš 1590-1100 Midden-Babylonische Rijk | Karduniaš 1590-1100 Midden-Babylonische Rijk | Karduniaš 1590-1100 Midden-Babylonische Rijk | Mitanni 15e eeuw Midden-Assyrische Rijk 1400-1200 Hanigalbat 1400-1200 | Mitanni 15e eeuw Midden-Assyrische Rijk 1400-1200 Hanigalbat 1400-1200 | Mitanni 15e eeuw Midden-Assyrische Rijk 1400-1200 Hanigalbat 1400-1200 | Mitanni 15e eeuw Midden-Assyrische Rijk 1400-1200 Hanigalbat 1400-1200 |
| Nieuw-Assyrische Rijk 900-609 |                                              |                                              |                                              |                                                                        |                                                                        |                                                                        |                                                                        |
| Nieuw-Babylonische Rijk 626-539 |                                              |                                              |                                              |                                                                        |                                                                        |                                                                        |                                                                        |
| Portaal Geschiedenis Portaal Mesopotamië |                                              |                                              |                                              |                                                                        |                                                                        |                                                                        |                                                                        |

De Urukperiode (ca. 3900/3700 - 3100/2900 v.Chr.) beschrijft de vroeg-Sumerische fase in de geschiedenis van Mesopotamië die volgde op de Obeidcultuur. Uit archeologisch onderzoek is gebleken dat Uruk tijdens deze periode het culturele centrum van de regio was. Uruk wordt wel gezien als het eerste voorbeeld van wat wel de stedelijke revolutie is genoemd en met de combinatie van het ontstaan van het schrift wordt Uruk gezien als de eerste beschaving.

## Het schrift
Het archaïsche beeldschrift begint zich in deze periode te ontwikkelen, maar zal nog een lange ontwikkeling ondergaan. Het lexicaal genre ontstaat in deze periode.

## Periodisering
De Urukperiode wordt gewoonlijk in een vroege, midden en late Urukperiode onderverdeeld.
- Vroeg-Uruk – 4100-3800 v.Chr.
- Midden-Uruk – 3800-3300 v.Chr.
- Laat-Uruk – 3300-3000 v.Chr.

Vooral de chronologie van de laatste periode is een probleem: het blijkt erg moeilijk te zijn de verschillende archeologische vindplaatsen te synchroniseren.
De Urukperiode is recentelijk opnieuw onderverdeeld in een nieuwe chronologie die tot doel had eerdere meer regio specifieke chronologieën samen te voegen. Zij wordt vernoemd naar de late kopertijd (LC) en de nieuwe chronologie is als volgt;
- LC1 – (ca. 4400-4200 v.Chr.), ook wel eind-Ubaid
- LC2 – (ca. 4200-3900 v.Chr.), vroeg-Uruk
- LC3 – (ca. 3900-3600 v.Chr.), vroeg-midden-Uruk
- LC4 – (ca. 3600-3400 v.Chr.), laat-midden-Uruk
- LC5 – (ca. 3400-3000 v.Chr.), laat-Uruk

De ontwikkeling van de cultuur tijdens de hele periode is overigens nog onderwerp van debat, maar heel in het algemeen is er toch wel iets over te zeggen. In de eerste periode was de ontwikkeling van grote stedelijke centra in Neder-Mesopotamië en het begin van expansie naar aangrenzende gebieden. Tijdens de tweede periode trad er een consolidatie op van het systeem; steden verschenen, evenals de staat en een administratie- en boekhoudsysteem waaruit het schrift zich ontwikkelde en in de laatste periode werd het schrift volwassen. In de laatste fase werden de regionale verschillen weer groter.

## Keramiek en beeldhouwwerk

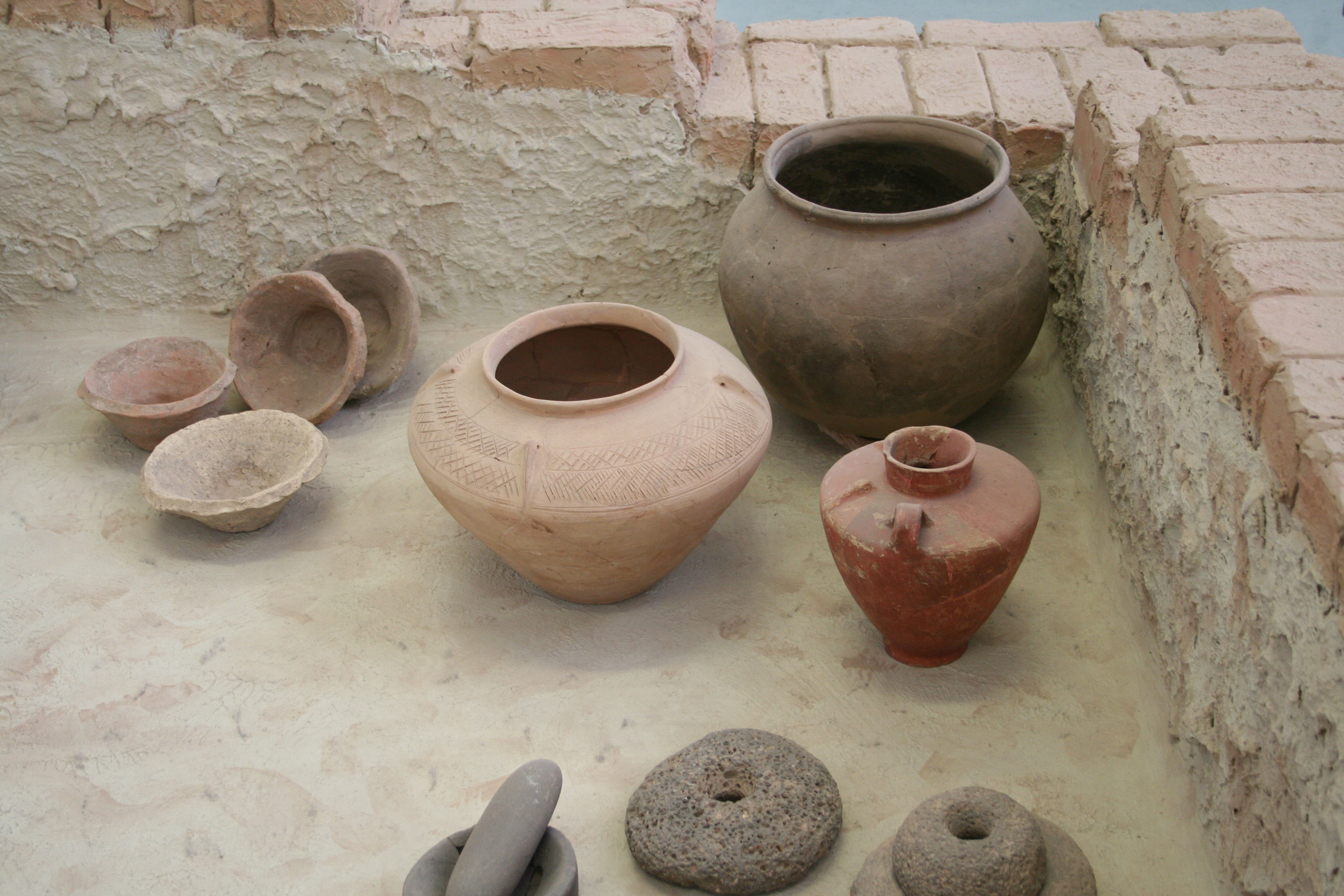
Links zijn de opmerkelijk eenvoudige kommen te zien uit de Urukperiode.

Opmerkelijk is het verschil in aardewerk met de voorgaande culturen. Waar het aardewerk van eerdere culturen mooi vormgegeven en beschilderd waren, zijn van deze periode veel onbewerkte eenvoudige schalen en potten teruggevonden. Dit lijkt een antwoord op de toegenomen bevolking, waarop massaproductie het antwoord was. Dit werd mogelijk met de uitvinding van het pottenbakkerswiel. De zogenaamde beveled-rim bowls (kom met afgekante rand) worden overal in de invloedssfeer van Uruk aangetroffen. Er is nog onenigheid over waar dit typische en erg eenvoudige aardewerk voor gebruikt werd. Er werd echter ook vaatwerk van betere kwaliteit vervaardigd; er waren ware kunstwerken bij, zoals de Vaas van Uruk, een vaas van albast die nu in het museum voor oudheden van Bagdad staat.
Een van de oudste beeldhouwwerken is een indrukwekkende witmarmeren godinnenhoofd uit Uruk, eveneens te bezichtigen in het Nationaal Museum van Irak in Bagdad en daterend uit ca. 3500-3000 v.Chr. en gevonden in de Inannatempel. Het bevat ook goud en lapis lazuli, bijeengehouden door bitumen. De beeldhouwkunst blijkt verder uit votiefbeeldjes uit talloze heiligdommen.

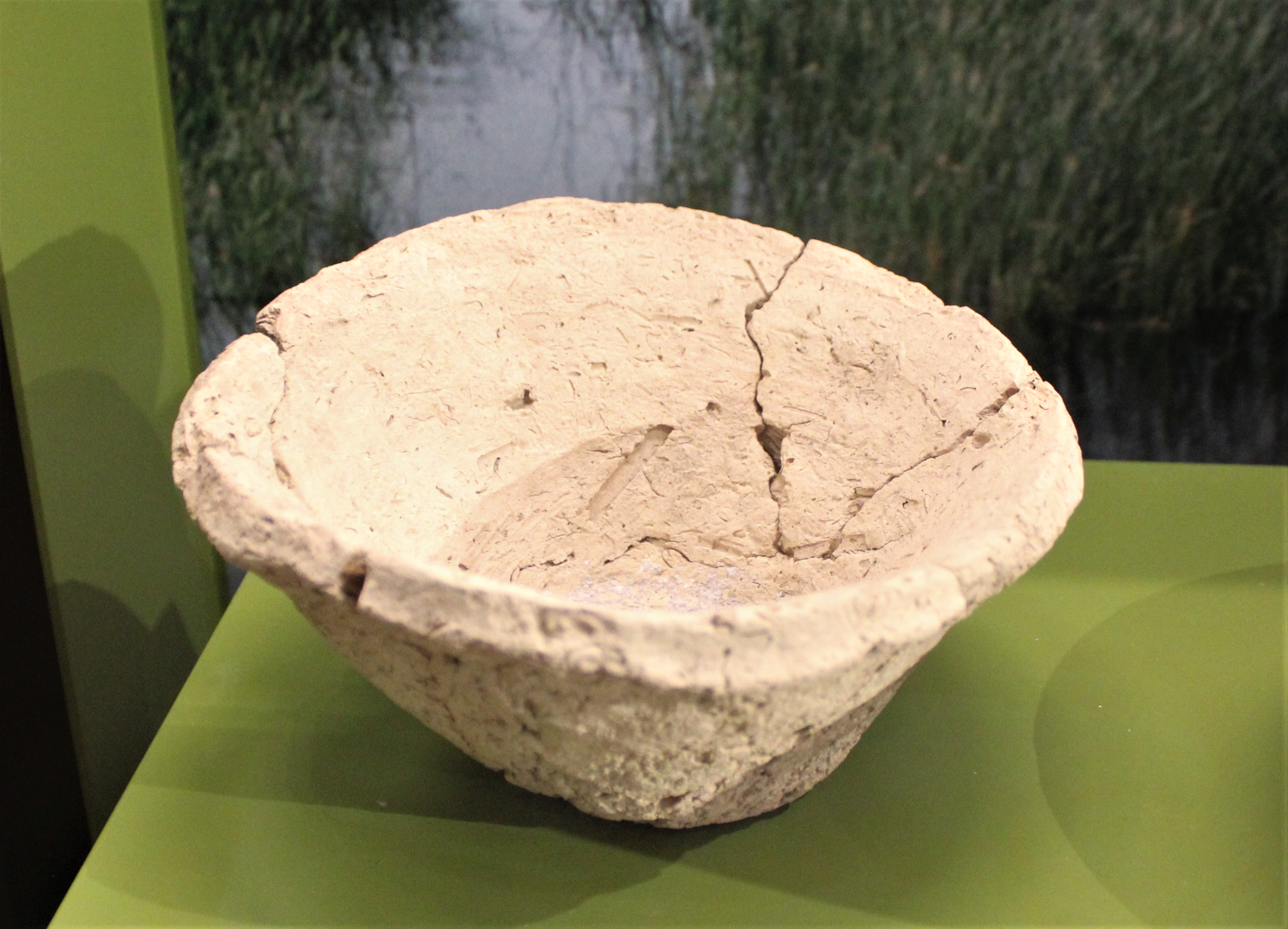
kom met afgekante rand

## Economie

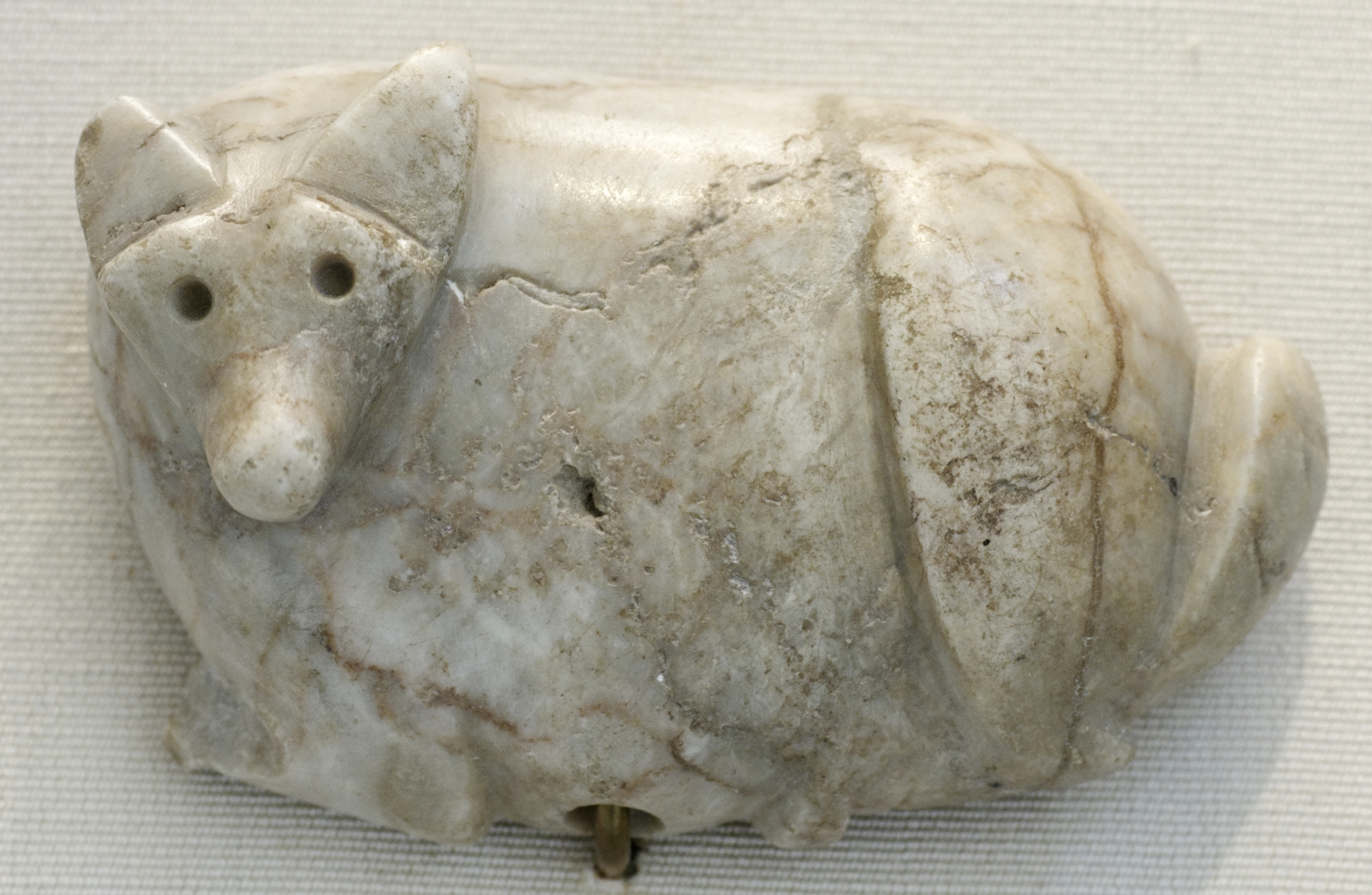
Stempelzegel uit de Urukperiode
Het Louvre

Het belangrijkste middel van bestaan was de landbouw. De inzet van de voorloper van de ploeg maakte de landbouw nog productiever. Er werden schapen gehouden voor vlees en wol. In de administratieve teksten wordt vaak de aan- of verkoop van dieren vermeld en het werk van ambachtslieden. Er is zelfs een woordenlijst gevonden met een opsomming van de belangrijkste beroepen van die tijd. In deze periode nam de handel met verre streken een hoge vlucht. Bepaalde vindplaatsen, zoals Habuba Kabira, Djebel Aruda en Godin Tepe, waren waarschijnlijk handelscentra die door de kooplieden uit Uruk en andere streken bezocht werden. Er wordt vanwege de vele vondsten van door Uruk geïnspireerde of uit Uruk afkomstige voorwerpen in nederzettingen die handelsroutes moesten beschermen wel van een kolonisatie door Uruk gesproken. Uruk was nadrukkelijk aanwezig in Susa en in Syrië en Anatolië.
Door de groeiende handel met het Middellandse Zeegebied, de Levant, Klein-Azië en het gebied langs de Perzische Golf en de daardoor noodzakelijk geworden documentatie- en administratie ontstond via op kleitabletten afgedrukte rolzegels het schrift.

## Invloed
De beschaving die ontstond tijdens de Urukperiode duidt het begin van het Oude Nabije Oosten aan, al was dit geen unilineaire vorm van culturele evolutie. Zo verdween na de Urukperiode in het noorden de invloed uit Babylonië en daarmee zaken als het schrift. In het zuiden had de Urukperiode een blijvende invloed, wat terug is te zien in de Vroeg-dynastieke Periode van Soemer en Elam.

## Steden
In de late Uruk-periode ontstonden de eerste georganiseerde en versterkte steden als centra van macht en bestuur, met arbeidsspecialisaties en de consolidatie van leiderschap en een heersende klasse. Uruk was in die tijd de leidende stad. De nieuwe sociale structuur werd weerspiegeld in de architectuur: grote gebouwen voor samenkomsten, monumentale tempels en paleiscomplexen met representatieve versieringen. Voor het eerst werden monumentale sculpturen gemaakt.
In het late Uruk-tijdperk kan men voor het eerst in de menselijke geschiedenis van een echte stedelijke manier van leven spreken. De tienvoudige toename van de bevolking was ongekend in deze periode, en de groei zette zich voort in de volgende Jemdet Nasr-periode.

## Sociale structuur
De heerschappij van priesters ontwikkelde zich tot een religieus gelegitimeerd koningschap. Opvallende, op hoge terrassen geplaatste gebouwen worden beschouwd als de voorlopers van de latere tempeltorens (ziggurats).